# Triteremella kaszabi
Triteremella kaszabi är en kvalsterart som först beskrevs av Csiszár 1962.  Triteremella kaszabi ingår i släktet Triteremella och familjen Eremellidae. Inga underarter finns listade i Catalogue of Life.